# Unión de Fuerzas de Derecha
La Unión de Fuerzas de Derecha, o SPS (en ruso: Сою́з пра́вых сил, СПС / Soyuz právyj sil) es una organización política pública y expartido político ruso, inicialmente fundado como bloque electoral en 1999 y asociado con reformas de libre mercado, privatización, y el legado de los "jóvenes reformadores" de la década de 1990: Anatoli Chubáis, Borís Nemtsov y Yegor Gaidar. El partido se disolvió oficialmente en 2008. Nikita Belyj fue el último líder del partido entre 2005 y 2008.
En 2011, el SPS fue refundado por algunos de sus antiguos miembros como Movimiento de la Unión de Fuerzas de Derecha. En 2012, se registró como una organización política pública, un tipo de ONG. El actual líder de la SPS es Leonid Gozman.
Tanto la antigua SPS como su refundación fueron aceptadas como miembros asociados de la Unión Internacional Demócrata.

## Historia
La SPS se estableció en 1999, luego de la fusión de varios partidos liberales minoritarios, incluyendo la Elección Democrática de Rusia y Rusia Democrática. En las elecciones parlamentarias de 1999, la SPS obtuvo el 8,6% de los votos y 32 escaños en la Duma Estatal.
En las elecciones presidenciales del 2000, la SPS apoyó oficialmente la candidatura de Vladímir Putin, aunque muchos de los líderes del partido apoyaron a Grigori Yavlinski.
De 2000 a 2003, la SPS fue dirigido por el ex vice primer ministro Borís Nemtsov. Bajo el liderazgo de Nemtsov, la SPS se opuso firmemente a lo que consideraban políticas autoritarias del presidente Vladímir Putin y argumentó que las libertades políticas y de los medios de comunicación en Rusia se habían recortado.
En las elecciones parlamentarias de 2003, la SPS recibió el 4% de los votos y no logró superar el umbral del 5% necesario para la representación parlamentaria. A pesar de las acusaciones de fraude, Boris Nemtsov aceptó la responsabilidad de la derrota electoral y renunció como líder del partido en enero de 2004. El 28 de mayo de 2005, Nikita Belykh fue elegido como nuevo líder del partido.
Si bien la formación tenía planes de fusionarse con Yábloko, dichas negociaciones se archivaron a fines de 2006.
El partido ganó el 0,96% de los votos en las elecciones parlamentarias de 2007, sin superar la barrera del 7%, y por lo tanto no obtuvo escaños en la Duma.
En 2008, Nikita Belyj dejó el liderazgo del partido y fue sucedido por Leonid Gozman. El 1 de octubre de 2008, el consejo político federal del partido votó a favor de disolver el mismo, fusionándose junto a otros partidos pequeños en una nueva formación denominada Causa Justa (actual Partido del Crecimiento).
En 2011, un grupo de exmiembros acusó a Causa Justa de ser demasiado cercana al gobierno de Vladímir Putin y volvió a fundar la SPS, registrándola como una organización política pública. Como consecuencia, la Unión Internacional Demócrata suspendió la membresía de Causa Justa y la devolvió a la nueva SPS.
El 27 de febrero de 2014, el SPS condenó formalmente la intervención rusa en Ucrania de 2014.